# (85217) Bilzingsleben
(85217) Bilzingsleben (1992 US8) – planetoida z grupy pasa głównego asteroid okrążająca Słońce w ciągu 3,26 lat w średniej odległości 2,2 j.a. Odkryta 31 października 1992 roku.